# Lepanto (métro de Rome)
Pour les articles homonymes, voir Lepanto.
Lepanto est une station de la ligne A du métro de Rome.

## Situation sur le réseau
Établie en souterrain, la station Lepanto de la ligne A du métro de Rome, est située entre les stations Ottaviano - San Pietro - Musei Vaticani, en direction de Battistini, et Flaminio - Piazza del Popolo en direction d'Anagnina.

## Histoire
La station Lepanto est mise en service le 19 février 1980, lors de l'ouverture de l'exploitation de la première section, de la ligne A, entre les stations Ottaviano - San Pietro - Musei Vaticani et Cinecittà. Son nom fait référence à la bataille de Lépante (Lepanto en italien) qui opposa le 7 octobre 1571 une flotte chrétienne, appelée la Sainte-Ligue, à la marine ottomane.

## À proximité
La station Lepanto se trouve dans le rione Prati, plus ou moins à mi-chemin entre les deux importants nœuds de circulation de la Piazza Cavour et de la Piazza Mazzini (quartier Della Vittoria). Elle permet d'atteindre notamment : le Château Saint-Ange, le Pont Saint-Ange, les importantes avenues commerciales de Via Cola di Rienzo et Viale Giulio Cesare, et l'ancien Palais de justice de Rome.